# ضريسة

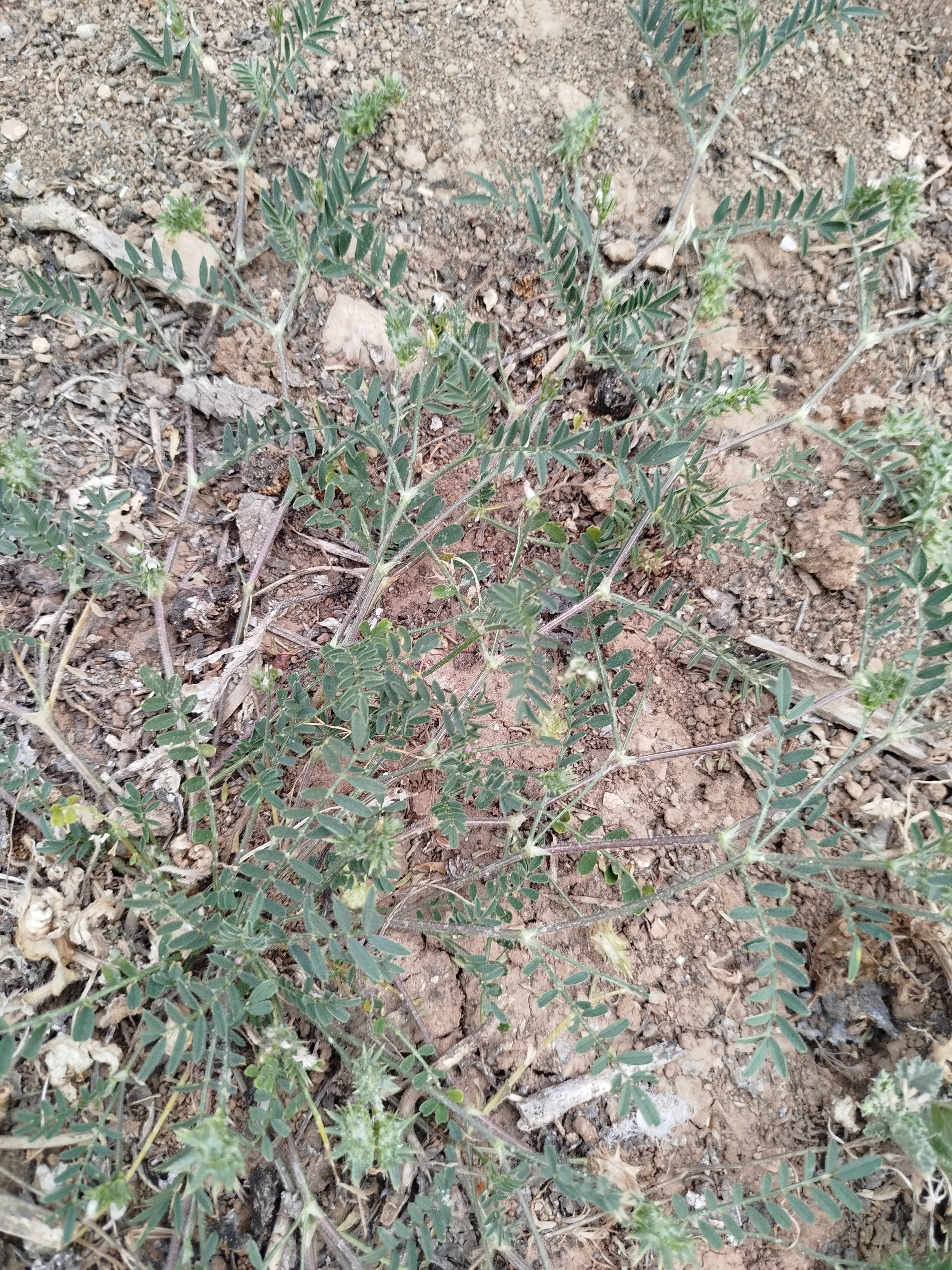
نبات الضريس أو ضريسة، فلسطين

ضريسة أو زهر أو قيوب أو قطب واسمه العلمي (Tribulus macropterus) وهي عشبة حولية من الفصيلة القديسية.

## الوصف
نبات عشبي حولي، متمدد أراضي في المناطق الجافة، له أشواك قوية حجرية تظهر في الصيف،

## الانتشار
تنتشر في شبه الجزيرة العربية وجنوب آسيا وغربها بالإضافة إلى شمال أفريقيا.